# 패드 어보트 테스트-1
패드 어보트 테스트-1(Pad Abort Test-1, 약칭 PAT-1, 비상 탈출 로켓 시험 1)은 미국의 아폴로 계획에 의해 최초로 행해진, 비상시에 우주비행사가 탈출하기 위한 비상 탈출 로켓의 발사 실험이다.

## 목적
PAT-1의 목적은, 만약 로켓이 폭발하는 등의 비상사태가 발생했을 때에 우주비행사가 탑승한 사령선을 가능한 한 멀리 탈출시키는 비상 탈출 로켓 (launch escape system, LES)의 시험이었다.

## 비행

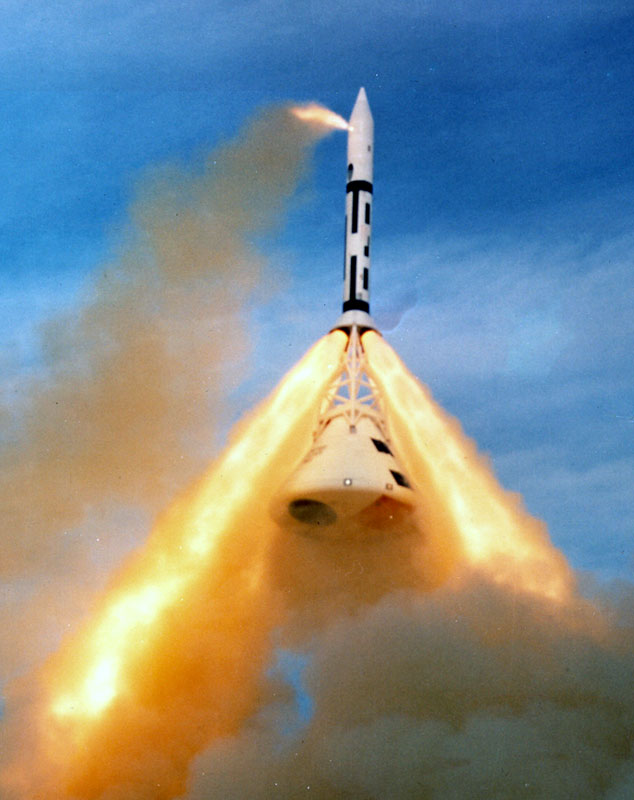
패드 어보트 테스트-1

1963년 11월 7일, 뉴멕시코주의 화이트 샌즈 미사일 레인지에서 최초의 발사 실험을 했지만, 이 발사에는 사령선의 내부에 계측 기기 등이 탑재되지 않은 모형 로켓이 사용되었다. 현지 시간 오전 9:00:01 에, 주 로켓에 점화 신호가 보내졌다. 동시에 정상부에 있는 소형 방향 제어용 로켓도 점화되어 PAT-1은 서서히 수평 방향으로 이동하면서 급상승했다.
발사 15초 후, 고도 2,800 m 에 도달한 시점에서 LES가 분리되고 낙하산이 전개되어, 사령선은 발사 지점으로부터 2.5 km 떨어진 지점에 시속 26 km 로 착륙했다.

## 사진

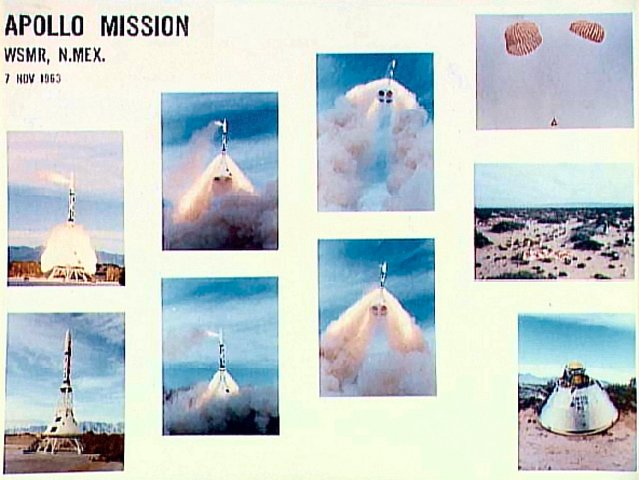
패드 어보트 테스트-1 - 1963년 11월 7일